# ديفيد فيليبس (كيميائي)
ديفيد فيليبس (بالإنجليزية: David Phillips)‏ هو كيميائي بريطاني، ولد في 3 ديسمبر 1939 في ساوث شيلدز ‏ في المملكة المتحدة.